# Nemesio Sancha y Herrera
Nemesio Sancha y Herrera (Lerma 1828-Madrid ? ) fue un alto empleado de la administración española, abogado y empresario.
Desarrolló gran parte de su carrera pública a la sombra del marido de su hermana Úrsula Sancha y Herrera, Victorio Fernández Lascoiti Fourquet, funcionario de hacienda que llegó a ser ministro de Hacienda en 1857 y 1863-64 y senador vitalicio en 1863. Abogado de prestigio, trabajó fundamentalmente en la función pública en la Real Hacienda y, desde su fundación, en el Ministerio de Ultramar, que existió entre 1863 y 1899. Alternó su trabajo en la Administración con negocios privados de éxito, en una sucesión de trabajos propia de las alternancias políticas de la convulsa segunda mitad del siglo XIX.

## Biografía
Nemesio Sancha nació en Lerma en 1828, siendo hijo de Pedro Sancha Gutiérrez (1784-1850) y Escolástica Herrera Ayala (1796-1856). Tuvo dos hermanas Úrsula Sancha y Herrera ( Lerma 1821- Madrid 1900) y Jacinta Sancha y Herrera (Lerma - Madrid 1896).
Los primeros datos disponibles le sitúan en Madrid en 1858, residiendo en el número 14 de la calle Capellanes. Inicia, en este periodo, su carrera en la función pública teniendo, en 1864, la categoría de asesor de 1ª de la Asesoría General de Hacienda (5). Poco después, en 1868, se incorpora al recién creado Ministerio de Ultramar en el empleo de oficial de la clase de segundos de dicho ministerio. En 1869, ocupa el puesto de contador de primera clase de la Sala de Indias del Tribunal de Cuentas del Reino.
En 1870, figura en el Boletín Oficial de la Provincia de Madrid como propietario de la Casa Palacio Atocha 34.
En 1879, aparece como cesante de Hacienda en el archivo de la deuda y clases pasivas. En 1883, es nombrando teniente fiscal del Tribunal de Cuentas publicándose el Real Decreto de nombramiento en el Diario Oficial de Avisos de Madrid. El 30 de abril de 1888 se produce su último acto público documentado en la venta del edificio de la C/ Libreros 21 de Alcalá de Henares por 24.000 ptas. a José Gerónimo Moreno y Molina.

## Distinciones
Consigue alcanzar el reconocimiento público a su vida y obra con la concesión del rango de Caballero de la Real y Muy Distinguida Orden de Carlos III y su jubilación como teniente fiscal del Tribunal de Cuentas del Reino.